# 喬治·弗雷德里克·艾伍士

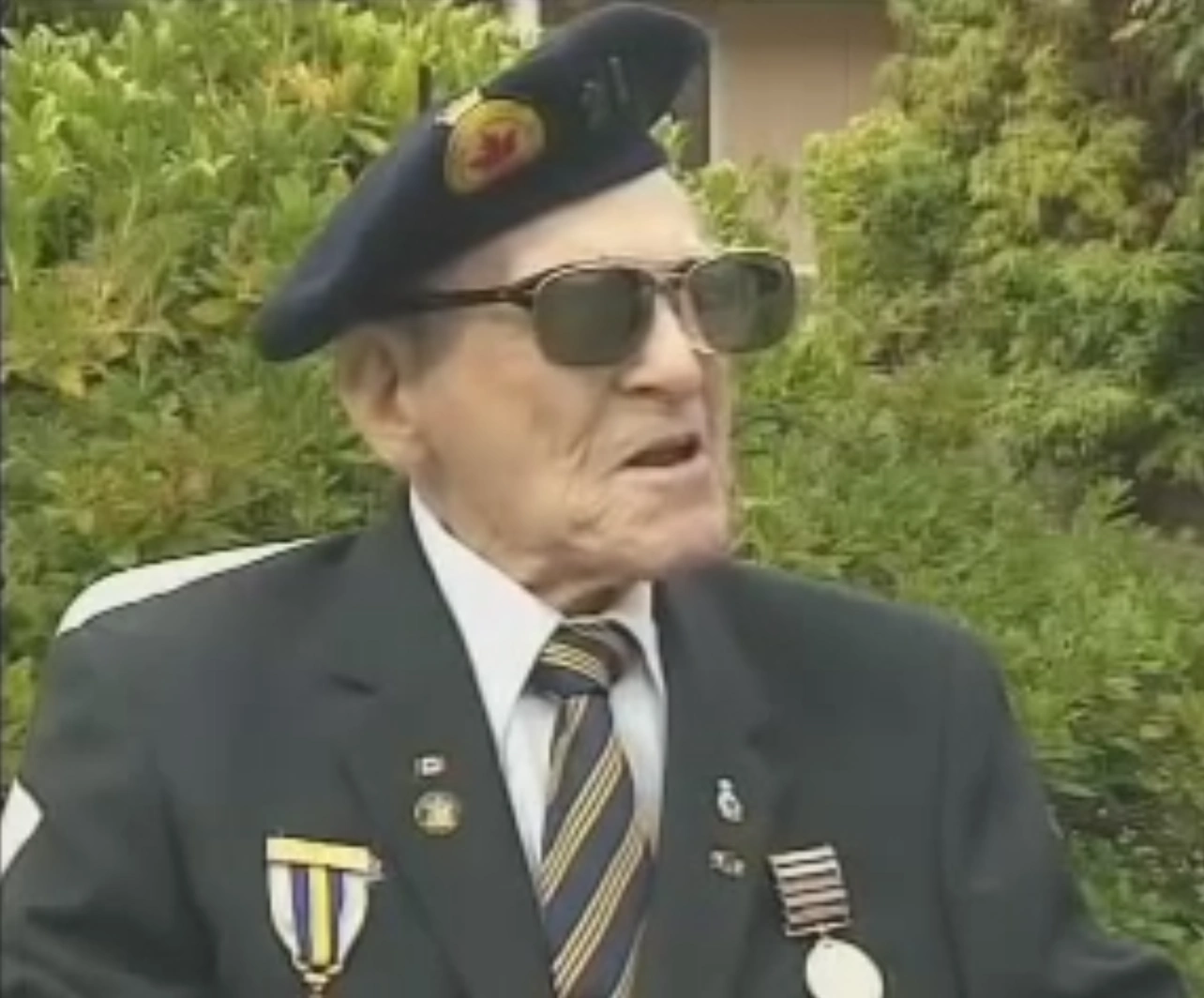
喬治·弗雷德里克·艾伍士

喬治·弗雷德里克·艾伍士（英語：George Frederick Ives、1881年11月17日—1993年4月12日），是一個英國和加拿大超級人瑞，也是一名退伍軍人。他出生於英國，曾經參加過布尔战争。1903年，艾伍士随父亲移居加拿大，最終在加拿大去世。